# Combate de La Rinconada de Ate
El combate de La Rinconada de Ate fue un enfrentamiento entre tropas peruanas y chilenas, ocurrida el 9 de enero de 1881, durante un reconocimiento del terreno antes de la batalla de Chorrillos, dentro de la fase que se denomina campaña de Lima, en el marco de la guerra del Pacífico.

## Antecedentes
Luego de la ocupación chilena del sur del Perú, y ante la imposibilidad de acordar la paz, el gobierno chileno había decidido realizar la campaña sobre Lima. Preparado los buques y contingentes para comenzar la nueva campaña, las fuerzas chilenas lideradas por el general Manuel Baquedano, realizaron desembarcos en el puerto de Chilca y en la playa de Curayacu, a mediados de diciembre de 1880, y sin oposición peruana, marchando y estableciendo posteriormente su campamento en el valle de Lurín. Con el fin de ordenar sus fuerzas y planear luego el ataque a las defensas peruanas de la capital, organizadas por Nicolás de Piérola y su cúpula militar.
Durante la estadía de las fuerzas chilenas, en Lurín se produjeron algunos enfrentamientos en los alrededores, con algunas montoneras locales y avanzadas del ejército peruano que fueron fácilmente vencidas o dispersadas. En una de estas acciones una columna peruana formada por los Cazadores del Rímac, entre 200 a 300 jinetes de caballería armados con carabinas y bajo el mando del coronel Pedro José Sevilla, fue sorprendida y completamente derrotada por algunas compañías del regimiento Curicó, a cargo del coronel Orozimbo Barbosa en el combate de El Manzano, el 27 de diciembre, cayendo muertos y prisioneros gran parte de sus fuerzas, entre estos últimos el propio Sevilla. 
Una de las principales prioridades del mando chileno en Lurín fue el de reconocer el campo contrario, ya que se tenía poca información de las posiciones que las fuerzas peruanas ocupaban en San Juan y en otros sectores para la defensa de Lima. El mando chileno necesitaba conocer en lo posible las características de esas posiciones para de esa forma adoptar un plan de batalla, por lo que, se encargó las misiones de exploración a varios oficiales a los que se les entregaba unas cuantas tropas para efectuar estas operaciones, aunque algunas fueron ejecutadas por el mismo Baquedano, en compañía de su Estado Mayor. Estos reconocimientos, en las que se produjeron algunas escaramuzas, con las tropas peruanas que sostenían las líneas de defensa de la capital, hicieron que en el mando superior se pronunciaran dos corrientes distintas sobre el plan de batalla. El ministro de guerra José Francisco Vergara defendía la idea de realizar un ataque por Ate, por el camino de Manchay para envolver al ejército peruano por un movimiento de flanco y interponerse entre él y la capital. Por otra parte, Baquedano y su círculo más cercano abogaban por un ataque frontal a las posiciones peruanas. Ambas propuestas tenían ventajas y desventajas.

## Exploración chilena por el camino de Manchay y Ate
El general Baquedano, considerando la posibilidad del ataque envolvente que proponía el ministro de guerra Vergara, encargó al coronel Barbosa la exploración del camino de Manchay y Ate, entregándole una fuerte división de aproximadamente 2.000 hombres de las tres armas. Compuesto por el regimiento 3° de Línea, un batallón del regimiento Lautaro, una compañía del Buin (montada), un escuadrón de Granaderos a Caballo, un pelotón de Cazadores a Caballo (escolta) y una unidad de artillería con 2 piezas Krupp de montaña.
En cumplimiento de esta comisión, el coronel Barbosa salió con su división de Pachacámac en la tarde del 8 de enero de 1881, llegando al anochecer a la quebrada de Manchay, en donde dio descanso a sus tropas. A las 1 A. M., prosiguió la marcha para llegar al amanecer a los lugares que debía reconocer. Su objetivo era hacer un reconocimiento por el camino llamado de la Cieneguilla, entrar al valle de Lima o Ate y acercarse al sistema defensivo del cerro San Bartolomé, situado al suroeste de la capital. Aproximadamente a las 5 A. M., la división de Barbosa entró a Pampa Grande y luego se topó con un "cajón" o portezuelo llamado Rinconada de Ate, donde había una posición defensiva peruana que obstruía el camino hacia el valle.

## Línea de defensa de Rinconada de Ate
En la Rinconada de Ate, se encontraba el coronel peruano, Mariano Vargas, y sus fuerzas que eran de 330 hombres poco instruidos, formada por hacendados y pobladores de la zona que habían sido armados con fusiles Minié. Las fuerzas de Vargas estaban compuestas por 180 hombres del batallón Pachacámac, un escuadrón de 100 hombres que pertenecían a la primera brigada de caballería a pie, y 50 hombres de la tercera brigada montados. 
Su posición defensiva consistía en una zanja de dos metros de ancho, y detrás de ella un parapeto. Ambos se extendían por sus extremos, derecho e izquierdo, respectivamente, desde las alturas de La Molina y Melgarejo que estaban separadas cerca de dos kilómetros. Además, contaba para su defensa de varias minas automáticas instaladas, en posiciones estratégicas de la defensa. 
A poca distancia de su retaguardia, estaba el batallón N° 14 de la reserva al mando del coronel Manuel Pomar, y otra sección de caballería a cargo del teniente coronel Millán Murga. Asimismo, estaba a algunas leguas de su retaguardia, la batería de grueso calibre, de la posición fortificada de Vásquez, que formaba parte del sistema defensivo del cerro San Bartolomé.
El coronel Vargas, desde su nombramiento como jefe de la posición de Ate, había enviado varias cartas entre el 4 de enero al 6 de enero a Piérola, y al general Pedro Silva, pidiendo refuerzos para poder hacer una adecuada defensa de la zona, en caso de que el ejército chileno atacaba su posición. Sin embargo, sus peticiones no fueron atendidas por considerarse poco probable un ataque en aquel lugar.

## El combate

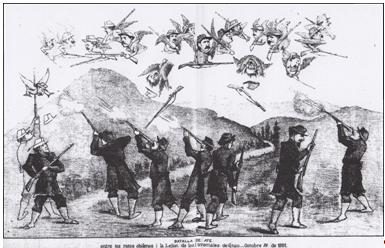
El combate motivó la publicación de este grabado en "El Padre Cobos", el 29 de octubre de 1881. El caricaturista se mofa de “Los inmortales de Grau”, los cuales son eliminados como pájaros en una sesión de caza.

El jefe del Estado Mayor chileno se refiere a la llegada de la división de Barbosa a la posición peruana en Rinconada de Ate, y al combate en general de la siguiente manera:

"Antes de bajar al valle, aquella fuerza encontró obstruido el camino por un considerable número de minas automáticas que cubrían el campo y estallaban bajo los pies de la tropa, al mismo tiempo que algunas guerrillas enemigas hacían fuego, parapetadas tras de una triple trinchera de fosos, que cortaban en toda su anchura el abra por donde gira el camino; mientras que otras coronaban las alturas de uno y otro lado. La caballería enemiga aparecía en el valle por retaguardia de la infantería, y los cañones de los fuertes del sur de Lima disparaban granadas sobre nuestras filas."
Parte del general de brigada y jefe del Estado Mayor Marcos Segundo Maturana, fechado el 9 de febrero de 1881.

La posición peruana era fuerte para resistir un ataque de frente; sin embargo, podía ser tomada si se dominaban las laderas de los costados o se ejecutaba un ataque por la retaguardia, haciendo un movimiento envolvente por los cerros.  
El coronel Barboza despachó en primer lugar a los Granaderos a Caballo para explorar la zona. Estos pronto volvieron con la noticia de que en el frente había minas, y que atrás de estos artefactos estaba la posición defensiva en la que se encontraban parapetados las tropas peruanas, no pudiendo calcular su número al estar ocultas. Entonces, Barboza decidió realizar un ataque por distintos puntos. Los movimientos chilenos para ejecutar el ataque a la posición, se realizaron aproximadamente desde las 8:30 A. M. en adelante, con lentitud debido a las dificultades del terreno.
El comandante chileno envió tres compañías del regimiento 3° de Línea, para que avanzaran de frente a la posición peruana, cuidándose de activar las minas; mientras que, dos compañías del mismo regimiento trepaban por la altura del lado derecho de la defensa. De tal modo, que desde ese punto, dominaban toda esa posición y los terrenos de su retaguardia. Otra compañía de ese regimiento, efectuó un movimiento por la izquierda del portezuelo. Asimismo, Barbosa ordenó que la compañía del Buin apoyara el ataque frontal, que ejecutaban las tres compañías del 3° de Línea, y dispuso que los servidores de la artillería, con sus dos piezas de montaña, cubrieran a estas unidades en su avance. Además, ordenó que los Granaderos a Caballo iniciaran un avance por la izquierda de la posición peruana, para que luego hicieran un rodeo por los cerros y tomaran la retaguardia. El resto de la tropa chilena quedó en reserva. 

"El enemigo se movilizaba sobre nuestra línea, una vez que llegó a convencerse de nuestra lamentable falta de artillería y del reducido número de nuestros valientes defensores. Las columnas de infantería, con poco más de dos mil hombres se disponían a tomar las alturas de su derecha, y protejidas por un numeroso cuerpo de caballería; pero tenían que retardar esta operación para poder llegar a tiro de riﬂe de nosotros, y como se vio después, por la multitud de quebradas que contienen esas alturas."
Parte del coronel Mariano Vargas, fechado el 9 de enero de 1881.

Las tropas chilenas que atacaban el frente avanzaron contra las posiciones peruanas, realizando fuego en avance, es decir separados en dos líneas. La primera de ellas dispara rodilla en tierra, efectuada la descarga, la línea completa se arroja al suelo, avanzando entonces, la segunda línea que a unos metros de la primera realiza la misma operación. Por su parte, los defensores peruanos contestaron con un nutrido fuego el avance de las tropas chilenas, pero la falta de instrucción de los tiradores lo hizo poco efectivo. En ese momento crítico, el coronel Vargas había pedido el auxilio del batallón Nº 14 de la reserva, que era la unidad más cercana a las posiciones atacadas por los chilenos, pero estas tenían órdenes superiores de no empeñar combate.
Los defensores peruanos se vieron rápidamente sobrepasados por el avance simultáneo de los chilenos que les disparaban, y estaban pronto a llegar al combate a cuerpo y ser totalmente envueltos por el flanqueó, que estaban completando los Granaderos a Caballo por el cerro de Melgarejo (o Huaquerones), para caer por la espalda de la línea peruana y cortar su retirada. El coronel Vargas, que comprendía lo fatal de esta maniobra para sus fuerzas y lo inútil de empeñar una resistencia, resolvió emprender la retirada hacia la posición fortificada de Vásquez antes de que las tropas chilenas entraran a la trinchera. En esos momentos, apareció para proteger la retirada de las fuerzas de Vargas, la sección de caballería a cargo del teniente coronel Millán, que al comenzar el ataque chileno se encontraba a más de media legua de Rinconada. En la retirada peruana, los Granaderos a Caballo lograron alcanzar y cercar a varios soldados peruanos que terminaron cayendo muertos en el ataque.
El coronel Barbosa, ante la retirada generalizada de los peruanos a Vásquez, hace detener el avance de sus tropas para no exponerlas innecesariamente al fuego de la batería de esa posición que comenzó a dispararles, pero sin efectos, y para no comprometer su división en contra de toda la línea de defensa de la capital peruana. A las 11 A. M., finalizó el combate y Barbosa se quedó en la posición recientemente tomada para reunir sus tropas, curar a sus heridos, descansar y hacer algunas observaciones del terreno, hasta las 1 P. M., y luego emprendió el regreso al campamento chileno en Lurín.
Las fuerzas chilenas sufrieron en este combate 11 heridos por las balas y polvorazos de las minas automáticas, de los cuales murió posteriormente un solo soldado. Las bajas peruanas a pesar de no estar del todo comprobadas, pueden fijarse en una veintena entre muertos y heridos, la mayoría por la persecución final de la caballería chilena.

## Consecuencias
Tras la retirada peruana de su posición en Rinconada, la entrada a Lima por Ate quedó abierta para los expedicionarios chilenos, por lo menos por ese día. Piérola, que no creía que los chilenos pudiesen llegar por Ate, tras la salida de Barbosa, ordenó reforzar la defensa en ese lugar, que quedó constituida desde entonces por el batallón N° 14 de la reserva, el mismo batallón Pachacamác y una compañía de artilleros con 4 cañones White. Por otra parte, el mando chileno había desechado la idea de realizar el ataque general por ese sector, al considerar demasiado largo el trayecto desde Lurín, y por lo difícil del terreno para movilizar una fuerza mucho mayor que la que tenía Barbosa para realizar la exploración de la zona.
Una valiosa información obtenida por los chilenos fue lograda con la captura de un administrador de una hacienda del valle de Ate, un ingeniero norteamericano llamado Murphy, quien dio importantes detalles científicos sobre las líneas peruanas que defendían la capital.